# Taupe du Pacifique
Scapanus orarius
Espèce
Statut de conservation UICN

 LC  : Préoccupation mineure
Répartition géographique
La Taupe du Pacifique (Scapanus orarius) est une espèce de mammifères de la famille des Talpidés (Talpidae). On rencontre cette taupe dans la région Nord-Ouest Pacifique (États-Unis et Canada).

## Comportement
La Taupe du Pacifique est un animal terrestre qui vit en sous-sol dans un réseau de galeries qui couvre environ 0,12 ha, convergeant vers un nid creusé à une quinzaine de centimètres de profondeur. Elle fréquente des milieux divers comme des terrains agricoles, prairies, sous-bois ou même des dunes, le long des cours d'eau, en zones inondables. Active toute l'année, c'est une espèce solitaire, hormis de janvier à mars, en période de reproduction. La femelle est fertile vers 9-10 mois et met-bas, une fois par an, une portée de 2 à 4 petits, qu'elle allaite dans le nid jusqu'au sevrage. L'adulte se nourrit d'invertébrés trouvés sous la surface du sol, notamment des vers de terre.
La longévité potentielle de la Taupe du Pacifique est estimée à 4 ou 5 ans.

## Classification
Cette espèce a été décrite pour la première fois en 1896 par le zoologiste américain Frederick William True (1858-1914). Il ne faut pas la confondre avec la Taupe de True (Dymecodon pilirostris) décrite par le même zoologiste en 1886.
Classification plus détaillée selon le Système d'information taxonomique intégré (SITI ou ITIS en anglais) :
 Règne : Animalia ; sous-règne : Bilateria ; infra-règne : Deuterostomia ; Embranchement : Chordata ; Sous-embranchement : Vertebrata ; infra-embranchement : Gnathostomata ; super-classe : Tetrapoda ; Classe : Mammalia ; Sous-classe : Theria ; infra-classe : Eutheria ; ordre : Soricomorpha ; famille : Talpidae ; sous-famille : Scalopinae ; tribu : Scalopini ; genre : Scapanus.
Traditionnellement, les espèces de la famille des Talpidae sont classées dans l'ordre des Insectivora, un regroupement qui est progressivement abandonné au XXIe siècle.

### Liste des sous-espèces
Selon Mammal Species of the World (version 3, 2005)  (12 février 2015), Catalogue of Life (12 février 2015) :
- sous-espèce Scapanus orarius orarius True, 1896
- sous-espèce Scapanus orarius schefferi Jackson, 1915